# Ana Garaycoa Llaguno
Ana Garaycoa Llaguno (Guayaquil, Gobierno de Guayaquil, 18 de enero de 1793 - Ibidem, Departamento de Guayaquil, 22 de febrero de 1830) fue una ecuatoriana prócer de la independencia de la Provincia Libre de Guayaquil,

## Biografía
Fue hija del matrimonio de Francisco Ventura Garaycoa y María Paula Eufemia Llaguno. 
Tuvo siete hermanos entre ellos: Manuela, madre del héroe Abdón Calderón y Francisco Xavier, primer obispo de Guayaquil. 
Se casó en 1811 a la edad de 18 años con José de Villamil.
Ana Garaicoa de Villamil, fue una ilustre dama que estuvo emparentada con próceres y mártires de la independencia de Guayaquil, fue un personaje importante de la Fragua de Vulcano al organizar y ser anfitriona de la velada del 1 de octubre, baile en el cual los compatriotas ultimaron los detalles revolucionarios de la ciudad.
Su casa se encontraba ubicada en la calles de La Orilla y de Los Franciscanos (actuales avenidas Malecón Simón Bolívar y Nueve de Octubre).